# Cultura organitzativa
S'anomena cultura organitzativa al conjunt de valors compartits pels membres d'una organització. Es manifesta en comportaments i expressions culturals propis que orienten l'actitud de les persones que la integren.
Sota el concepte s'hi inclou un ampli ventall d'aspectes, des de les creences explícites del grup als símbols, cerimònies, rituals, llenguatge, estil de comunicació, etc.
La cultura organitzativa és una expressió de la personalitat de l'organització, en la formació d'aquesta prenen gran importància els seus orígens, la seva història i les aportacions de personatges rellevants Aquesta cultura determina aspectes com la manera de relacionar-se i comportar-se dels seus membres, la forma de comunicar-se i la disposició de l'ambient de treball (aspecte de l'entorn, vestuari, ordre, netedat, etc.).

## Característiques
Alguns trets característics:
1. Cada organització i unitat d'aquesta (departament, grup de treball…) genera la seva pròpia cultura.
2. En la mateixa organització poden coexistir diverses cultures (ja sigui col·laborant entre elles o provocant friccions). No és quelcom estable donat que es donen intercanvis i interaccions continuades.
3. Constitueix el marc bàsic per a l'adaptació i el desenvolupament del sistema. Les persones a mesura que participen i s'impliquen fan seus els valor i creences comunes adaptant-se a la cultura establerta alhora que poden transformar-la o millorar-la.
4. Tot i tenir certa estabilitat la cultura és essencialment dinàmica.
5. En la base d'aquesta hi ha l'intercanvi i negociació de significats entre els membre de l'organització fins que s'estableixen un nombre important de significats compartits.
6. Els trets culturals impulsen o inhibeixen determinades conductes dels seus membres.
7. És bàsica pel funcionament de l'organització: aquesta no funciona pel simple fet que les funcions, normes i procediment de l'organització estiguin ben reglamentats.

| \| « \| Les organitzacions són creacions socials, producte de la interacció d'unes persones que busquen l'aconsecució d'unes finalitats (...) Per comprendre les organitzacions és necessari conèixer les intencions dels seus membres i el sentit que atorguen a les diferents actuacions i situacions \| » \| | |   |
| —England, 1989:81 | |   |
| « | Les organitzacions són creacions socials, producte de la interacció d'unes persones que busquen l'aconsecució d'unes finalitats (...) Per comprendre les organitzacions és necessari conèixer les intencions dels seus membres i el sentit que atorguen a les diferents actuacions i situacions | » |